# Thuja
Les tuies (Thuja) són un gènere de coníferes de la família de les cupressàcies. Inclou cinc espècies, dues natives d'Amèrica del Nord i tres natives de l'Àsia oriental. Aquest gènere és monofilètic i germà del gènere Thujopsis.
Diverses espècies es coneixen en anglès com a "cedar" que sovint es tradueix com cedre, però no pertanyen al gènere Cedrus.

## Morfologia

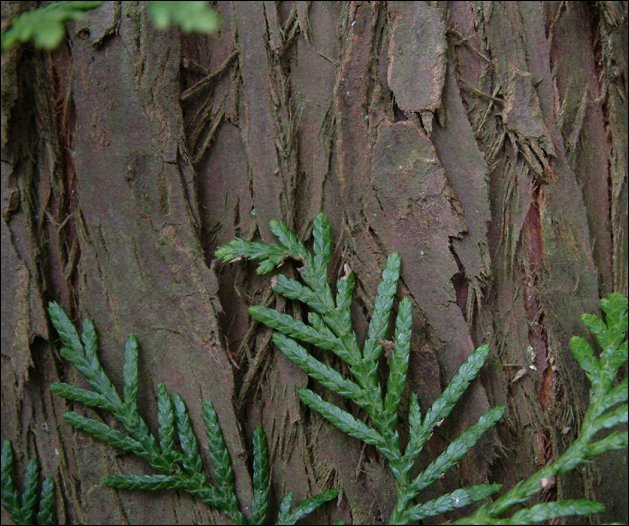
T. plicata escorça i fulles

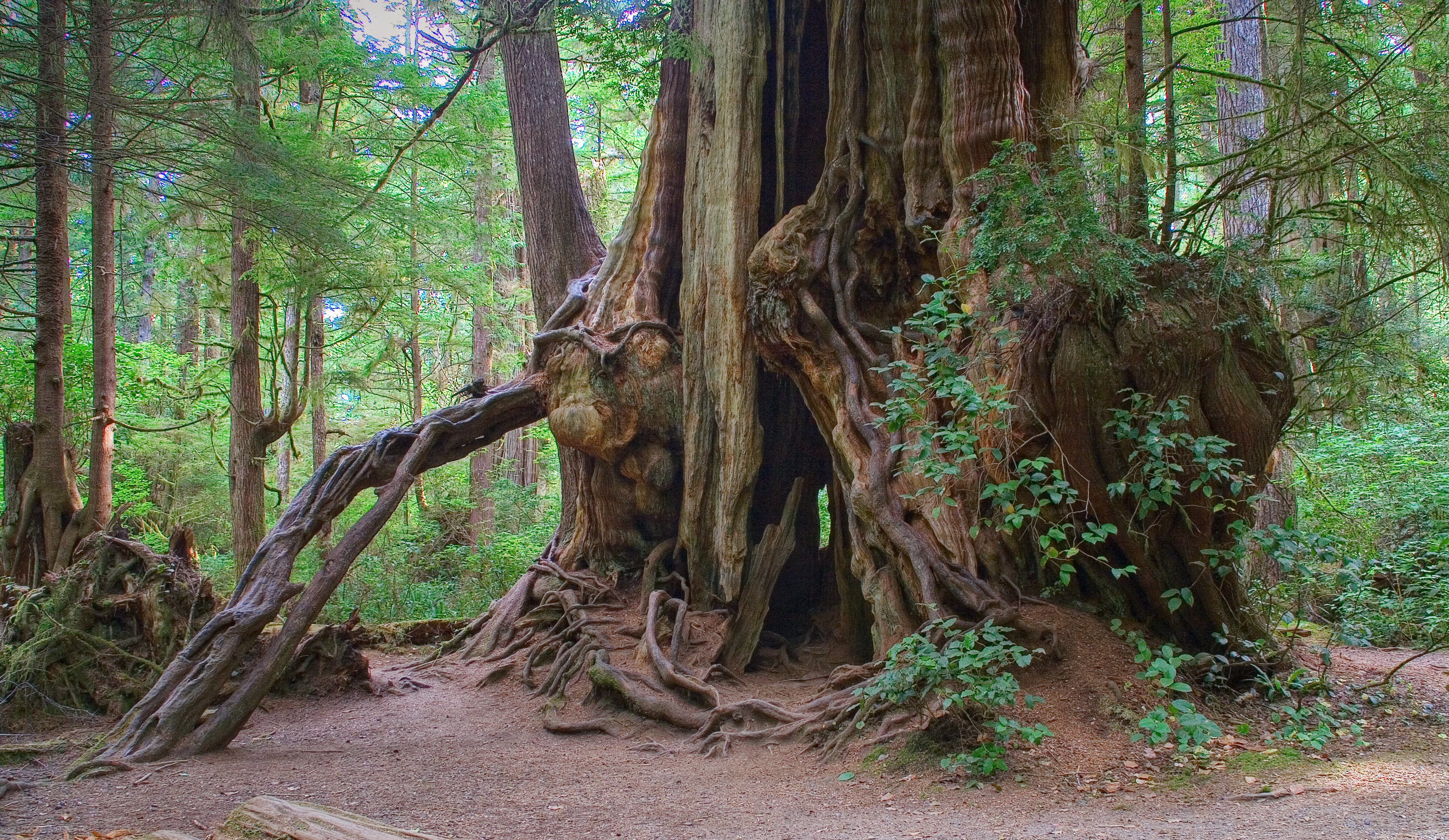
T. plicata, Península Olympic, USA

Les tuies són arbres de fulla persistent que fan de 10 a 60 m d'alt i tenen l'escorça marró vermellenca. Els brots són plans i les fulles són en forma d'esquames d'1 a 10 mm de llarg excepte en les plàntules al seu primer any que tenen les fulles aciculars. Les pinyes masculines són petites localitzades a les puntes dels brots. Les pinyes femenines arriben a fer d'1 a 2 cm de llarg, porten d'una a dues llavors petites i alades.
L'espècie abans anomenada Thuja orientalis, ara s'ubica dins del seu propi gènere, com Platycladus orientalis. Els gèneres més propers a Thuja són Thujopsis i Tetraclinis.

## Ecologia
Els cérvols es mengen les fulles de Thuja i poden arribar a afectar el seu creixement.

## Usos
Es cultiven com arbres ornamentals i per a fer tanques vegetals. La seva fusta és lleugera i aromàtica, resisteix la podridura, té diversos usos com el de fer pals i travesses de ferrocarril. De la fusta de Thuja plicata se'n fan guitarres.
L'oli de tuia conté el terpè thujona (que rep aquest nom pel gènere Thuja, tot i que moltes altres espècies, com per exemple les del gènere Artemisia també en tenen) antagonista del receptor GABA amb propietats metabòliques de destoxificació. Els amerindis del Canadà feien una infusió de fulles de Thuja occidentalis amb gran contingut de vitamina C i contra l'escorbut i al segle xix la tintura de Thuja s'utilitzava com ungüent extern contra diferents paràsits humans.